# Trận Marj Ayyun
Trận Marj Ayyun hay còn được gọi là trận Marj Ayyoun, là một trận đánh của quân đội của vương triều Ayyub dưới sự chỉ huy của Saladin đã đánh bại một đội quân Thập tự chinh do vua Baldwin IV của Jerusalem dẫn đầu vào ngày 10 tháng 6 năm 1179. Nhà vua Kitô giáo vì tàn tật do bệnh phong đã suýt bị bắt trên đường tháo chạy.

## Bối cảnh
Năm 1177, quân đội Ayyub của Saladin xâm lược Vương quốc Jerusalem của người Latin từ Ai Cập. Trong năm đó, vua Baldwin đã tấn công bất ngờ và đánh bại quân đội Ai Cập-Saracen trong trận Montgisard.
Năm 1179 một lần nữa Saladin lại tiến hành xâm chiếm các thành bang của Thập tự quân từ Damascus. Ông lập căn cứ cho quân đội của mình ở Banias và cử các lực lượng đột kích để cướp bóc làng và phá hoại cây trồng ở gần vùng Sidon và các vùng ven biển. Nông dân và người nghèo khổ ở thành thị bị người Saracen đột kích, cướp phá nên không thể trả tiền thuê đất cho các lãnh chúa người Frank của họ. Trừ phi bị chặn đứng, nếu không chính sách phá hoại của Saladin sẽ làm suy yếu vương quốc Thập tự chinh.
Để đáp lại, Baldwin IV đã cho chuyển quân đội của mình đến Tiberias trên biển Galilee. Từ đó ông hành quân về phía tây bắc tới gần tòa thành của Safed. Tiếp tục theo cùng một hướng, ông đã đến được lâu đài Toron, khoảng 13 dặm (21 km) về phía đông nam của Týros. Cùng với các hiệp sĩ Dòng Đền do Odo của St Amand và một lực lượng từ Công quốc Tripoli do Bá tước Raymond III chỉ huy, Baldwin di chuyển về phía đông bắc.

## Trận đánh
Từ phía đông của vùng ven biển, Thập tự quân đã nhìn thấy chiếc lều của Saladin ở phía xa. Baldwin và các quý tộc của ông đã quyết định tiến xuống vùng đồng bằng và tấn công cùng một lúc. Khi quân đội của người Frank di chuyển xuống phía dưới, quân kỵ binh đã sớm bỏ lại những người lính bộ. Sau khi bị chậm trễ một vài giờ, đội quân Thập tự chinh tập hợp lại, sau đó họ gặp và dễ dàng đánh bại các lực lượng đột kích của người Saracen, những người trở về từ các cuộc đột kích của họ.
Tin rằng mình đã chiến thắng cuộc chiến này, người Frank cho phép các lính canh của họ nghỉ ngơi. Các hiệp sĩ của Raymond và Odo của St Amand của Dòng Đền chuyển lên một vùng đất cao giữa Ayyun Marj và sông Litani. Lính bộ binh của Thập tự quân cũng nghỉ nghơi để bù cho cuộc hành quân vội vã của họ trước đó trong ngày.
Đột nhiên, đội quân chính của Saladin đã bất ngờ tấn công vào quân Thập tự chinh vốn không được chuẩn bị và đánh bại họ một cách nặng nề. Các nhà phân tích quân sự thời gian đó đổ lỗi thất bại cho Odo của St Amand, người đã bị bắt sống tại trận. Vua Baldwin hầu như suýt nữa không kịp chạy thoát, ông không thể nhảy lên ngựa vì bị bệnh tê liệt của mình, ông đã được mang đến nơi an toàn bởi một hiệp sĩ, các vệ sĩ của ông mở một đường máu xuyên qua người Saracen. Nhiều người Frank sống sót sau cuộc chiến bỏ chạy tới nơi trú ẩn tại lâu đài Beaufort (Qala'at ash-Shaqif Arnoun) ở khoảng 5 dặm (8,0 km) về phía tây nam của chiến trường.

## Hậu quả
Saladin ngay lập tức đã lợi dụng chiến thắng của mình để phá hủy vừa được thành lũy Le Chastellet vừa mới được xây dựng xong ở trong trận Ford Jacob. Trong những năm sau trận Marj Ayyun, các thủ lĩnh Frank trở nên thận trọng hơn và hai chiến dịch tiếp theo, các trận pháo đài Belvoir (1182) và trận Al-Fule (1183) công việc phòng thủ được thực hiện một cách nghiêm túc.